# Gasohol

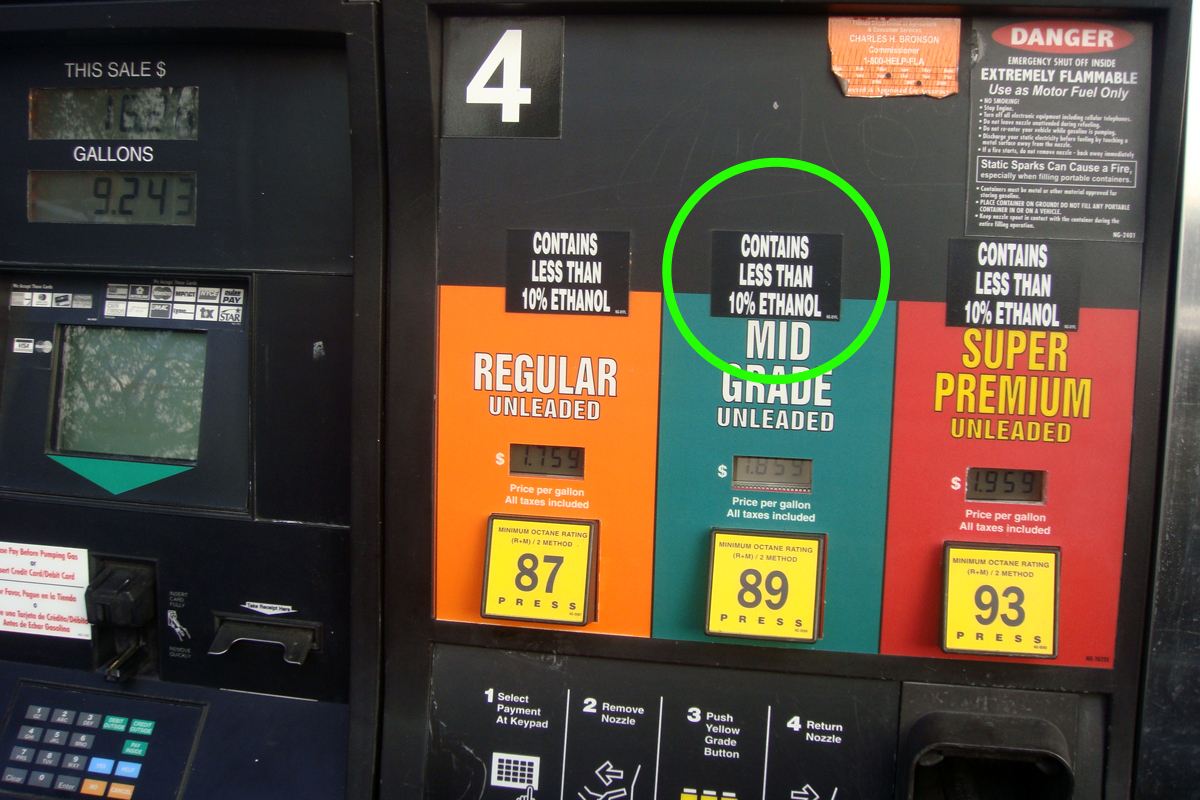
Aviso típico informando sobre el uso de etanol como aditivo oxigenante con menos del 10%, en una gasolinera de Miami, Florida.

El gasohol (o alconafta) es la mezcla de gasolina y alcohol en distintas proporciones, para uso como combustible en motores de explosión diseñados para quemar derivados del petróleo.
Se puede realizar la mezcla del gasohol con alcohol etílico (etanol) o con alcohol metílico (metanol), aunque el etanol es el tipo de alcohol que más se ha utilizado comercialmente. El metanol se ha utilizado en forma más limitada debido a que es tóxico. El uso más común del término gasohol se refiere a la mezcla con el 10 por ciento de alcohol, pero también se utiliza en general para referirse a las mezclas con bajos contenidos de alcohol, usualmente inferiores al 25 % de alcohol. Las mezclas que contienen un alto porcentaje de alcohol requieren que el motor, el sistema de inyección y otros sistemas del vehículo sean adaptados a las propiedades químicas del alcohol, con mayor atención a sus propiedades corrosivas.
La proporción entre ambos combustibles se suele indicar con el porcentaje de etanol precedido por una E mayúscula. De esta manera, el gasohol E10 se compone de un 10 % de etanol y un 90 % de gasolina, y el E85 se obtiene mezclando el 85 % de etanol y el 15 % de gasolina. En 2011 más de veinte países alrededor del mundo utilizan gasohol E10 o mezclas de menor contenido de etanol. En 2010, casi el 10% de la gasolina vendida en Estados Unidos fue mezclada con etanol. Los vehículos de combustible flexible en Estados Unidos y Europa utilizan E85, mientras que los carros flex en Brasil usan E100 o etanol puro.
Una nomenclatura similar se utiliza con el gasohol producido con metanol. El porcentaje de metanol es precedido por una M mayúscula. Así, M85 es un combustible compuesto de 85 % de metanol y un 15 % de gasolina. Los primeros vehículos de combustible flexible fabricados en Estados Unidos utilizaban M85.

## E5, E7 y E10
El E10 es una mezcla del 10 % de etanol y el 90 % de gasolina que puede usarse en los motores de la mayoría de automóviles modernos sin producir daños en ellos, si bien no se conoce el efecto exacto sobre los motores más antiguos. Son parecidas las mezclas E5 y E7, con el 5% y el 7 % de etanol, respectivamente.
El E10 es ampliamente utilizado en el medio oeste de Estados Unidos y su uso es obligatorio en diez estados, incluyendo Florida, donde la medida entró en vigencia en 2010. El gasohol está disponible para la venta en otros estados como una opción, y es utilizada en varios estados en mezclas más bajas, incluyendo California, como oxigenante en sustitución del aditivo MTBE, el cual está siendo desfasado al haberse descubierto problemas de contaminación de los mantos de agua subterráneos. De esta forma, junto con el E85, las mezclas de etanol ya están presentes en distintas proporciones en las dos terceras partes de toda la gasolina vendida en Estados Unidos.
El E10 se vende en Australia como una opción, a un precio inferior al de la gasolina sin plomo convencional. Su uso está subvencionado por el gobierno de Queensland. El E10 es utilizado en Colombia desde 2005 en forma obligatoria para las ciudades con más de 500.000 habitantes. En Jamaica se introdujo la mezcla E10 como opcional a partir del 1 de noviembre de 2008 en Kingston y municipios vecinos, y gradualmente se extenderá la venta del E10 por toda la isla hasta que en mayo de 2009 entrará en vigor el uso obligatorio de la mezcla en todo el país. En Costa Rica se realizó con éxito un programa de prueba con gasohol en dos provincias durante 2006, y el gobierno programó que toda la gasolina vendida en el país contenga un 7% de etanol a partir de enero de 2009. El uso a nivel nacional fue pospuesto y ahora está programado para implementarse en junio de 2012. Las ventas de gasohol continúan en las dos provincias del programa piloto.
| Países que utilizan gasohol o mezclas de gasolina con bajo contenido de etanaol (E5 a E25) | Países que utilizan gasohol o mezclas de gasolina con bajo contenido de etanaol (E5 a E25) | Países que utilizan gasohol o mezclas de gasolina con bajo contenido de etanaol (E5 a E25) | Países que utilizan gasohol o mezclas de gasolina con bajo contenido de etanaol (E5 a E25) | Países que utilizan gasohol o mezclas de gasolina con bajo contenido de etanaol (E5 a E25) | Países que utilizan gasohol o mezclas de gasolina con bajo contenido de etanaol (E5 a E25) | Países que utilizan gasohol o mezclas de gasolina con bajo contenido de etanaol (E5 a E25) | Países que utilizan gasohol o mezclas de gasolina con bajo contenido de etanaol (E5 a E25) | Países que utilizan gasohol o mezclas de gasolina con bajo contenido de etanaol (E5 a E25) | Países que utilizan gasohol o mezclas de gasolina con bajo contenido de etanaol (E5 a E25) | Países que utilizan gasohol o mezclas de gasolina con bajo contenido de etanaol (E5 a E25) | Países que utilizan gasohol o mezclas de gasolina con bajo contenido de etanaol (E5 a E25) | Países que utilizan gasohol o mezclas de gasolina con bajo contenido de etanaol (E5 a E25) |
| País | Mezcla Etanol                                                                              | Uso                                                                                        | País                                                                                       | Mezcla Etanol                                                                              | Uso                                                                                        | País                                                                                       | Mezcla Etanol                                                                              | Uso                                                                                        | Estado                                                                                     | Mezcla Etanol                                                                              | Estado                                                                                     | Mezcla Etanol                                                                              |
| --- | ------------------------------------------------------------------------------------------ | ------------------------------------------------------------------------------------------ | ------------------------------------------------------------------------------------------ | ------------------------------------------------------------------------------------------ | ------------------------------------------------------------------------------------------ | ------------------------------------------------------------------------------------------ | ------------------------------------------------------------------------------------------ | ------------------------------------------------------------------------------------------ | ------------------------------------------------------------------------------------------ | ------------------------------------------------------------------------------------------ | ------------------------------------------------------------------------------------------ | ------------------------------------------------------------------------------------------ |
| Países con mezclas obligatorias o disponible para uso opcional | Países con mezclas obligatorias o disponible para uso opcional                             | Países con mezclas obligatorias o disponible para uso opcional                             | Países con mezclas obligatorias o disponible para uso opcional                             | Países con mezclas obligatorias o disponible para uso opcional                             | Países con mezclas obligatorias o disponible para uso opcional                             | Unión Europea                                                                              | Unión Europea                                                                              | Unión Europea                                                                              | Estados Unidos (Solo los estados donde el gasohol es obligatorio(7))                       | Estados Unidos (Solo los estados donde el gasohol es obligatorio(7))                       | Estados Unidos (Solo los estados donde el gasohol es obligatorio(7))                       | Estados Unidos (Solo los estados donde el gasohol es obligatorio(7))                       |
| Australia | E10                                                                                        | Opcional                                                                                   | India                                                                                      | E5                                                                                         | Obligatoria                                                                                | Alemania                                                                                   | E10                                                                                        | Opcional                                                                                   | Florida                                                                                    | E10                                                                                        | Minnesota                                                                                  | E10                                                                                        |
| Brasil | E20 a E25                                                                                  | Obligatoria                                                                                | Jamaica                                                                                    | E10                                                                                        | Obligatoria(5)                                                                             | Austria                                                                                    | E10                                                                                        | Opcional                                                                                   | Hawái                                                                                      | E10                                                                                        | Misuri                                                                                     | E10                                                                                        |
| Canadá | E5                                                                                         | Obligatoria(1)                                                                             | Malaui                                                                                     | E10                                                                                        | Obligatoria(6)                                                                             | Dinamarca                                                                                  | E5                                                                                         | Opcional                                                                                   | Iowa                                                                                       | E10                                                                                        | Montana                                                                                    | E10                                                                                        |
| China | E10                                                                                        | Nueve provincias(2)                                                                        | Nueva Zelanda                                                                              | E10                                                                                        | Opcional                                                                                   | Finlandia                                                                                  | E5                                                                                         | Opcional                                                                                   | Kansas                                                                                     | E10                                                                                        | Oregón                                                                                     | E10(8)                                                                                     |
| Colombia Argentina | E10                                                                                        | Obligatoria(3) (9)                                                                         | Paraguay                                                                                   | E12                                                                                        | Obligatoria                                                                                | Irlanda                                                                                    | E4                                                                                         | Obligatoria                                                                                | Luisiana                                                                                   | E10                                                                                        | Washington                                                                                 | E10                                                                                        |
| Costa Rica | E7                                                                                         | Obligatoria(4)                                                                             | Tailandia                                                                                  | E10/E20                                                                                    | Obligatoria                                                                                | Suecia                                                                                     | E5                                                                                         | Obligatoria                                                                                |                                                                                            |                                                                                            |                                                                                            |                                                                                            |
| Uruguay | E8.5 a E10                                                                                 | Obligatoria                                                                                |                                                                                            |                                                                                            |                                                                                            |                                                                                            |                                                                                            |                                                                                            |                                                                                            |                                                                                            |                                                                                            |                                                                                            |
| Notas:(1) Inicialmente disponible solo en Yukón, British Columbia, Alberta, Saskatchewan, Manitoba, Ontario y Quebec. Obligatoria a partir del 15 de diciembre de 2010 en todo el país. (2) En China cuatro provincias ya casi alcanzaron el uso total de E10, mientras que otras cuatro provincias solo adoptaron la mezcla parcialmente. (3)En Colombia el uso obligatorio solo rige en las ciudades con más de 500 mil habitantes. (4) La mezcla obligatoria de etanol en Costa Rica a nivel nacional fue pospuesta en 2008 y 2009. Actualmente fue reprogramada para junio de 2012. (5) En Jamaica fue introducido como opcional a partir de noviembre de 2008 en Kingston y municipios vecinos, y será obligatorio en todo el país a partir de mayo de 2009. (6)Sujeto a la disponibilidad de etanol en el mercado local (7) Aunque solo es obligatoria en 10 estados, las mezclas con bajo contenido de etanol están disponibles en otros estados como una opción o mezclado como oxigenante. (8) Oregón exoneró la gasolina prémium (Octanaje 91 o superior) del mandato de uso del 10 % de etanol para uso vial a partir de enero de 2010.(9) En Argentina será obligatorio el E10 desde diciembre de 2014, en los meses anteriores se irá aumentando la mezcla en forma progresiva. |                                                                                            |                                                                                            |                                                                                            |                                                                                            |                                                                                            |                                                                                            |                                                                                            |                                                                                            |                                                                                            |                                                                                            |                                                                                            |                                                                                            |

## E15

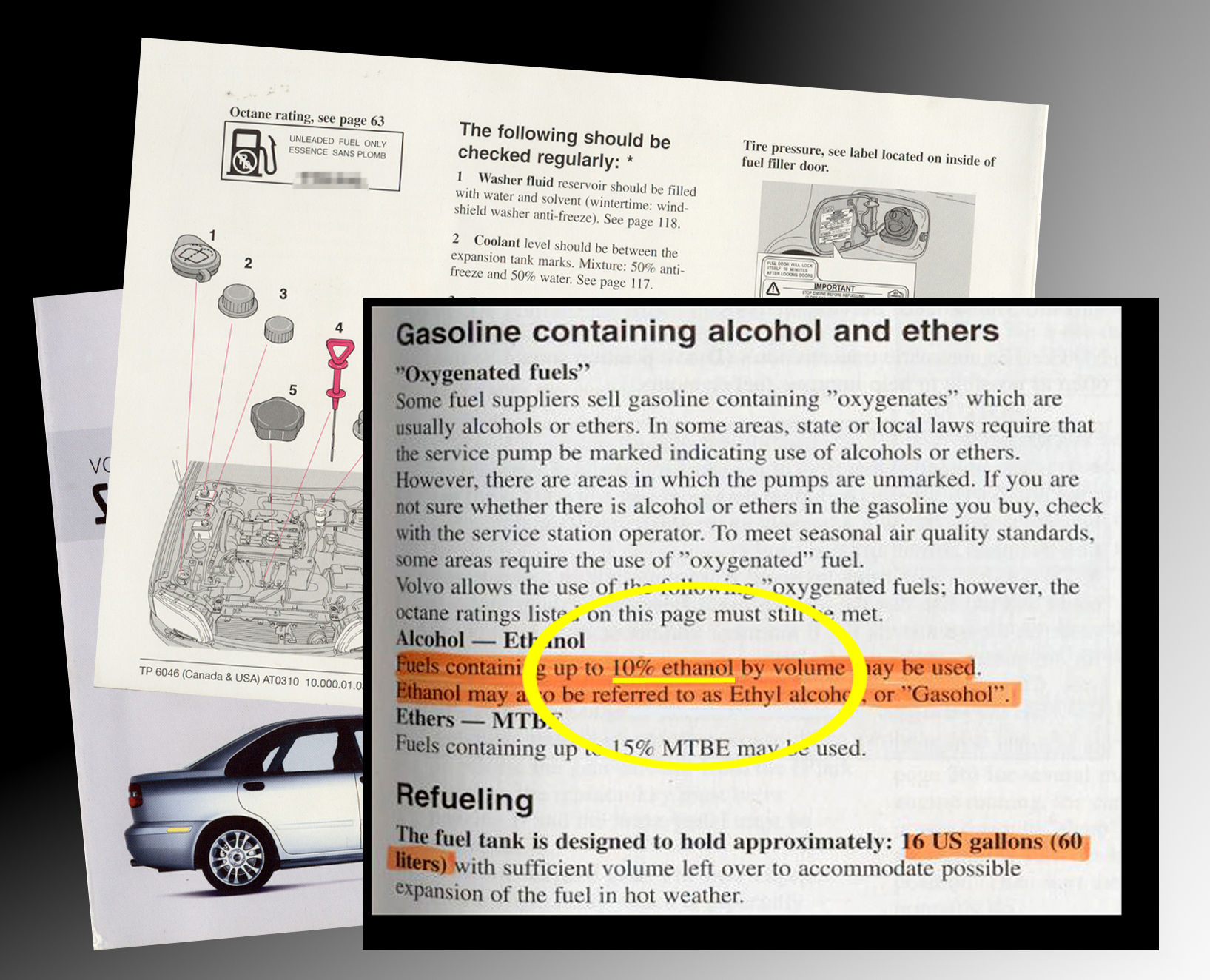
Aviso típico del fabricante en el manual del propietario de un coche, señalando la capacidad del vehículo de usar en más del 10% o E10.

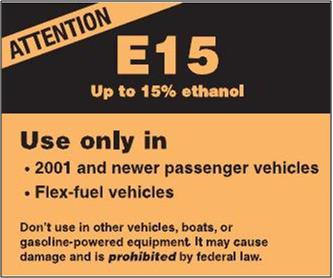
Etiqueta de prevención emitida por EPA de uso obligatorio para ser desplegada en todas las bombas dispensadoras de combustible E15 en los Estados Unidos.

El E15 es una mezcla de 15% de etanol y de 85 % de gasolina. Esta es la mayor proporción de alcohol generalmente recomendada por los fabricantes de automóviles en los Estados Unidos, aunque el valor indicado en el manual de los vehículos es 10%.

En octubre de 2010 la Agencia de Protección Ambiental de los Estados Unidos (EPA) otorgó una excepción legal para permitir el uso de hasta 15% de etanol mezclado con gasolina para ser vendido únicamente para autos y camionetas livianas a partir del año modelo 2007, los cuales representan cerca del 15% de los vehículos en circulación en los Estados Unidos. En enero de 2011 la excepción fue expandida para autorizar el uso de E15 para los vehículos de pasajeros de año modelo entre 2001 y 2006. La EPA también decidió no otorgar ninguna excepción para el uso de E15 en motocicletas, vehículos de carga pesada, o motores de combustión interna de uso no automotor porque los resultados de las pruebas realizadas no respaldan tal excepción. 
Según las estimaciones de la Asociación de Combustibles Renovables, la excepción de uso del E15 beneficia un 62% de todos los vehículos en circulación en los Estados Unidos. Además la asociación estima que si todos los vehículos livianos de año modelo 2001 o más nuevos utilizaran el E15, la barrera teórica para usar etanol en ese país sería de aproximadamente 17.5 mil millones de galones (66.2 millones de litros) por año. LA EPA todavía está estudiando si los vehículos de año modelo más viejos pueden utilizar sin problema la gasolina mezclada con 15% de etanol.
La excepción emitida por EPA autoriza el uso pero no obliga a las estaciones de gasolina a ofrecer el combustible E15, lo cual representa una barrera práctica para la comercialización del E15 debido a la carencia de infraestructura para vender este producto, similar a la limitación que existe para la venta del E85 utilizado por los vehículos de combustible flexible, ya que la mayoría de las estaciones no tienen suficientes bombas para ofrecer la nueva mezcla, pocas bombas existentes son certificadas para dispensar E15, y no hay tanques disponibles en las estaciones para el almacenamiento exclusivo de E15. También existen algunas regulaciones federales y estatales que habría que cambiar antes de que el E15 pueda ser vendido legalmente. La Asociación Nacional de Tiendas de Conveniencia, que representa a la mayoría de los vendedores de gasolina, considera que la demanda potencial del combustible E15 es pequeña, “porque la industria automovilística no está apoyando el combustible y no está ajustando sus garantías o recomendaciones para el uso de este combustible." Una posible solución a la barrera impuesta por la falta de infraestructura es la introducción de bombas mezcladoras, lo que le permitiría al consumidor seleccionar el grado de etanol que quiere mezclar, lo que también le permitiría a los propietarios de vehículos flex comprar combustible E85.
En junio de 2011 la EPA, en cooperación con la Comisión Federal de Comercio (Federal Trade Commission o FTC en inglés), emitió la etiqueta de prevención para el E15 la cual es de uso obligatorio y debe ser desplegada en todas las bombas dispensadoras de combustible E15 en los E.U.A. con el propósito de informar a los consumidores cuáles vehículos pueden y cuáles no (incluyendo equipos no automotores), pueden usar la mezcla E15. Tanto la Alianza de Manufacturadores de Automóviles como la Asociación Nacional de Petroquímicos y Refinerías, manifestaron su preocupación porque consideran que depender exclusivamente en una etiqueta de prevención no es suficiente para proteger a los conductores de comprar el combustible equivocado.

## E20, E25
| Evolución histórica de las mezclas de gasohol utilizadas en Brasil 1931-2008 | Evolución histórica de las mezclas de gasohol utilizadas en Brasil 1931-2008 | Evolución histórica de las mezclas de gasohol utilizadas en Brasil 1931-2008 | Evolución histórica de las mezclas de gasohol utilizadas en Brasil 1931-2008 |
| Año                                                                          | Mezcla etanol                                                                | Año                                                                          | Mezcla etanol                                                                |
| ---------------------------------------------------------------------------- | ---------------------------------------------------------------------------- | ---------------------------------------------------------------------------- | ---------------------------------------------------------------------------- |
| 1931                                                                         | E5                                                                           | 2000                                                                         | E20                                                                          |
| 1966                                                                         | E25                                                                          | 2003                                                                         | E20-25                                                                       |
| 1976                                                                         | E11                                                                          | 2004                                                                         | E20                                                                          |
| 1978                                                                         | E18-20-23                                                                    | 2005                                                                         | E22                                                                          |
| 1981                                                                         | E20-12-20                                                                    | 2006                                                                         | E20                                                                          |
| 1987-88                                                                      | E22                                                                          | 2007                                                                         | E23-25                                                                       |
| 1993-98                                                                      | E22                                                                          | 2008                                                                         | E25                                                                          |
| Fuente: J.A. Puerto Rico (2007), Tabla 3.8, pp. 81-82                        |                                                                              |                                                                              |                                                                              |

El E20 contiene el 20 % de etanol y el 80 % de gasolina y el E25 contiene 25 % de etanol. Estas mezclas han sido ampliamente usadas en el Brasil desde la década de 1970. En respuesta a la crisis del petróleo de 1973, el gobierno brasileño estableció el uso obligatorio de la mezcla de etanol con gasolina, fluctuando entre el 10 y el 22 % entre 1976 y 1992. Debido al uso obligatorio de etanol, en el Brasil ya no se vende gasolina pura (E0). Una ley federal aprobada en octubre de 1993 fijó la mezcla obligatoria para todo el país del 22 % de etanol anhidro (E22). Esta ley también autorizó al Poder ejecutivo a establecer porcentajes diferentes dentro de límites preestablecidos, y desde 2003 los límites fueron fijados en un máximo por volumen de 25 % (E25) y un mínimo de 20 % (E20). Desde entonces el gobierno federal ha fijado el porcentaje obligatorio de la mezcla de etanol de acuerdo a los resultados de la cosecha de caña de azúcar y de la producción de etanol, lo que ha resultado en variaciones en la mezcla inclusive en el mismo año. Por Decreto Ejecutivo, la mezcla obligatoria vigente es del 25 % de etanol anhidro (E25) desde julio de 2007, y esta es el gasohol vendido en todo Brasil hoy.
Todos los fabricantes de coches brasileños han adaptado los motores de gasolina para operar sin problemas con este rango de mezclas de etanol, por lo cual todos los vehículos livianos con motor de gasolina funcionan adecuadamente con las mezclas de E20 a E25, la cual es legalmente definida en el Brasil como "gasolina común tipo A". Algunos automóviles pueden operar adecuadamente con concentraciones menores de etanol; sin embargo, la mayoría de los coches del mercado brasileño tienen algún tipo de problema al usar gasolina pura, la cual causa una explosión inadecuada de la mezcla, produciendo el picado de bielas, como ha sido reportado en vehículos que son utilizados en los países vecinos de América del Sur. Hasta julio de 2008, el 86 por ciento de los automóviles ligeros nuevos vendidos en el Brasil son vehículos de combustible flexible los cuales pueden operar con cualquier combinación de gasohol E20-E25 hasta 100% de etanol hidrato (E100), y solamente dos modelos fueron fabricados con motor flex optimizado para utilizar gasolina pura (E0), el Renault Clio Hi-Flex y el Fiat Siena Tetrafuel.
Tailandia introdujo el E20 en 2008, y cerca de 150.000 vehículos ya están operando con esta mezcla. Sin embargo, a mediados de 2008 tuvo lugar una escasez en la oferta de etanol lo que provocó demoras en la expansión de la red de abastecimiento de E20 en el país.
En 2005 fue aprobada una ley en el estado de Minesota que estableció el uso obligatorio del 20 % de etanol en toda la gasolina vendida en ese estado y que entrará en vigencia en 2013. Ya se han realizado pruebas para establecer si la operación con E20 es adecuada utilizando vehículos sin adaptar, así como con equipo de reabastecimiento diseñado para E10, con resultados exitosos.

## E70, E75

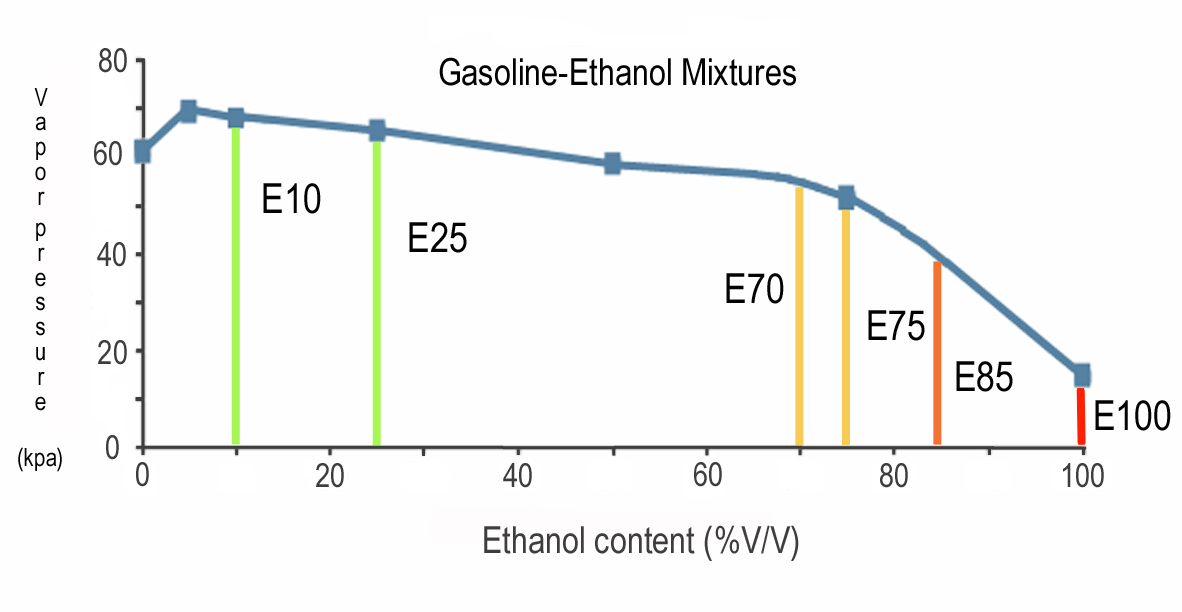
Cuando la presión del vapor en la mezcla de etanol cae por abajo de 45 kPa, la ignición durante días fríos no puede ser garantizada, limitando el porcentaje máximo de etanol durante los meses de invierno a E75.

El E70 es una mezcla de un 70% de etanol y un 30% de gasolina; y el E75 contiene el 75% de etanol. Esta mezcla es conocida en Estados Unidos y Europa como E85 de invierno, debido a que la mezcla es utilizada en sustitución del combustible E85 de los vehículos flex con la finalidad de evitar problemas con el arranque del motor en frío cuando prevalecen bajas temperaturas, sin embargo, el E70 o E75 es vendido al consumidor como si fuera E85. Esta reducción estacional del contenido de etanol es utilizada en las regiones donde las temperaturas de invierno normalmente llegan a ser inferiores a 0 °C.
En los Estados Unidos es utilizado el E70 como mezcla de invierno, y su implementación es de carácter regional. En Wyoming por ejemplo, el E70 es vendido como E85 desde octubre hasta mayo. En Suecia el E75 es utilizado durante el invierno para consumo de todos los vehículos flex E85. La mezcla de invierno fue implantada desde el invierno 2006-07, y el uso del E75 rige desde noviembre hasta marzo.
Para temperaturas inferiores a 15 °C bajo cero, todos los vehículos flex E85 requieren un dispositivo calentador del bloque del motor para evitar problemas de arranque con el motor frío. El uso de este dispositivo también es recomendado para vehículos a gasolina en regiones donde las temperaturas llegan a ser inferiores a 23 °C bajo cero. Otra opción cuando se espera clima frío extremo es agregar más gasolina en el tanque del vehículo flex, logrando así una reducción del contenido de etanol por abajo de la mezcla E70, o simplemente, no utilizar la mezcla E85 durante estos períodos de temperaturas bajas.

## E85

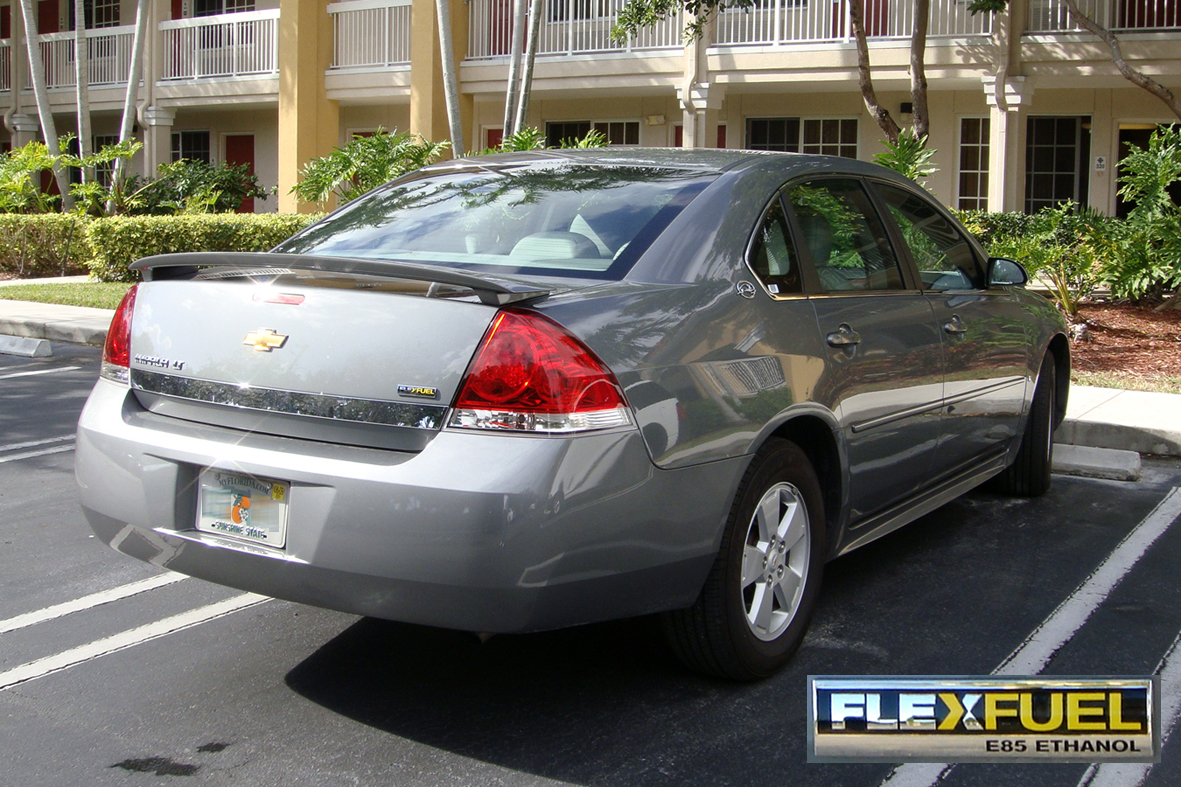
El FlexFuel Chevrolet Impala LT 2009 es un vehículo de combustible flexible que funciona con cualquier mezcla de E85 y gasolina.

El E85 es una mezcla de 85% de etanol y de 15% de gasolina. La mezcla E85 es el combustible utilizado por los vehículos de combustible flexible en Estados Unidos, especialmente en Minnesota, Suecia y en otros 17 países europeos. Tailandia introdujo el E85 a finales de 2008 y Colombia comenzará a vender E85 a partir de 2012.
Esta mezcla tiene un octanaje cercano a 105, significativamente inferior al del etanol puro pero aún mucho más alto que la gasolina normal. La adición de una pequeña cantidad de gasolina ayuda a arrancar al motor convencional usando este combustible bajo condiciones de bajas temperaturas. El E85 no siempre contienen exactamente el 85 % de etanol. En el invierno, especialmente en los climas más fríos, se añade más gasolina con el mismo fin de facilitar el arranque (ver E70 y E75). 
En Panamá, Porfirio Ellis desarrolló el "M4", un carburante similar al E85, con mezcla de 87 % de etanol y 13 % de aditivo con una fórmula patentada que usa productos fósiles y vegetales. Ya se han realizado pruebas públicas utilizando este combustible, sin embargo su venta al público fue suspendida por las autoridades panameñas.

## E95

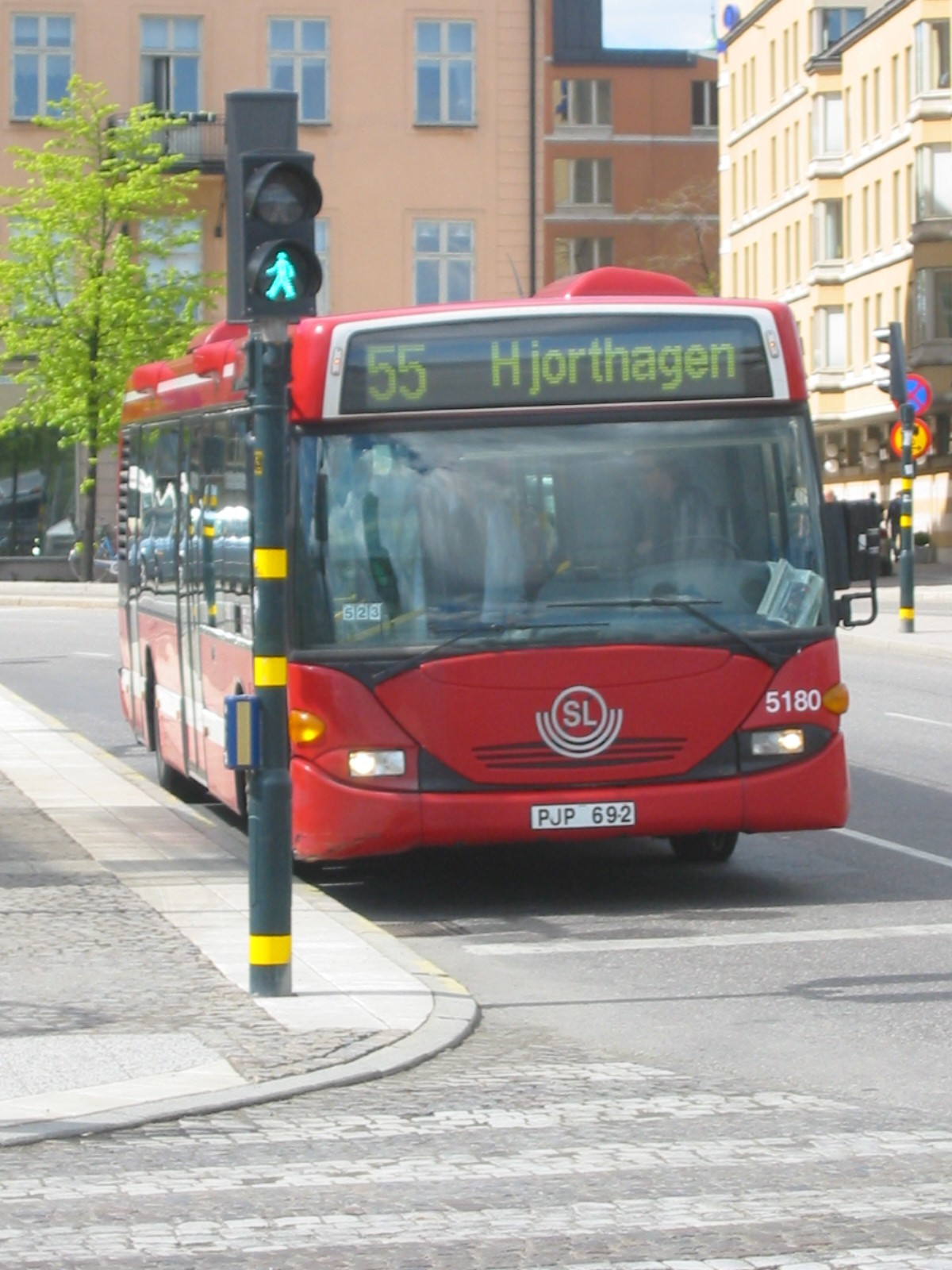
Autobús E95 en Suecia, con motor diésel adaptado para funcionar con etanol ED95.

El E95 contiene el 95% de etanol y ha sido utilizado en autobuses con motores diésel modificados que requieren el 5% de aditivo para mejorar la ignición, ya que emplean alta compresión para encender la mezcla, en contraste al funcionamiento de los motores de gasolina en los que se usan bujías. Este combustible fue desarrollado en Suecia por la firma productora de etanol SEKAB. El nombre comercial de esta mezcla es ED95.
Este combustible ha sido utilizado en Suecia en autobuses Scania desde los años ochenta, y hasta 2009 ya había más de 600 autobuses operando con ED95, con 400 en Estocolmo.
Bajo el auspicio del Programa BioEthanol for Sustainable Transport (BEST), el primer autobús Scania con motor diésel adaptado para ED95 inició operaciones en São Paulo en diciembre de 2007, como parte de un programa piloto.
Las ciudades inglesas de Nottingham y Reading introdujeron en su servicio regular autobuses ED95 de dos pisos en 2008.

## E100

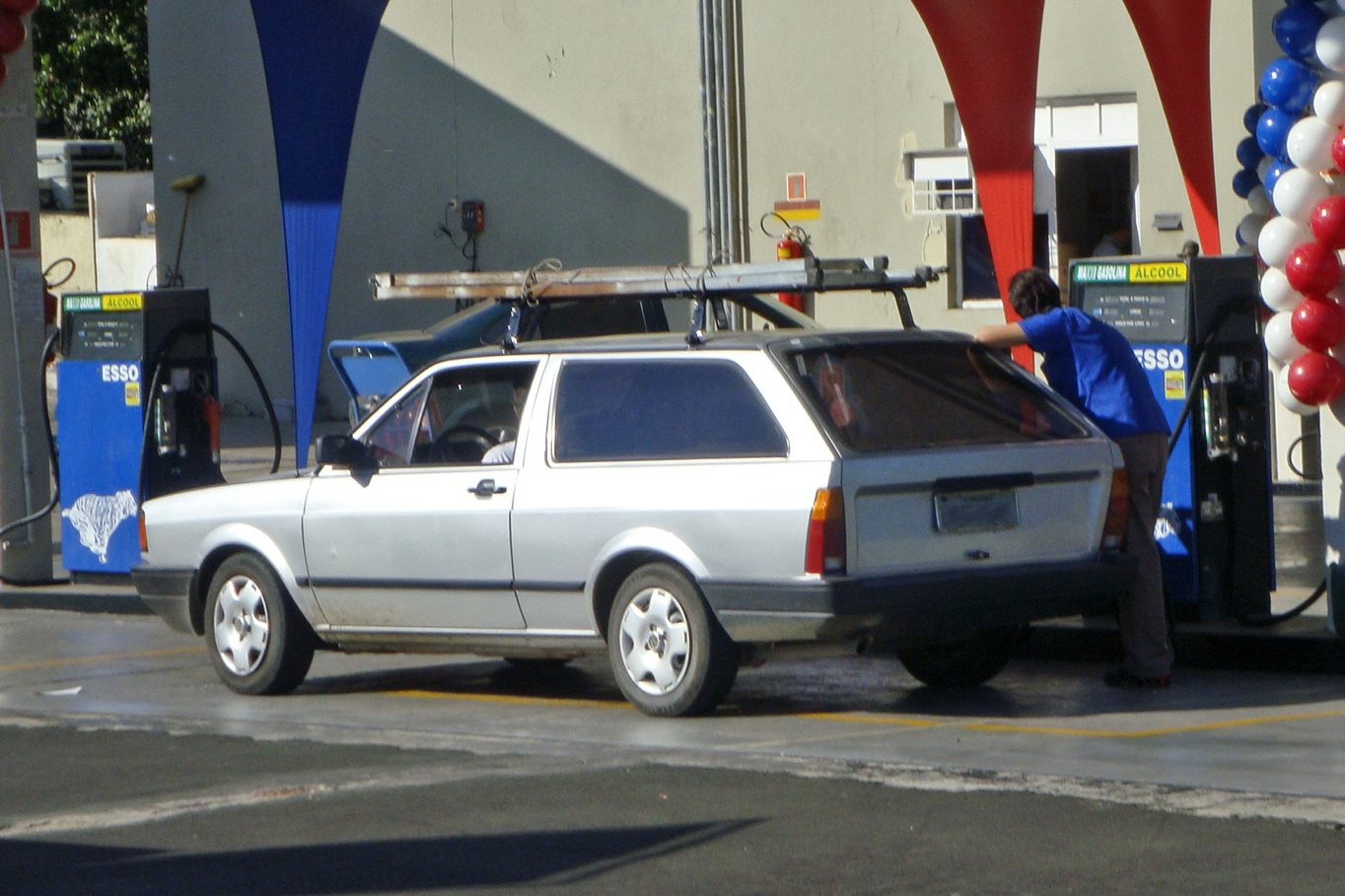
Automóvil a alcohol puro (E100) todavía en uso en 2009, Piracicaba, Brasil.

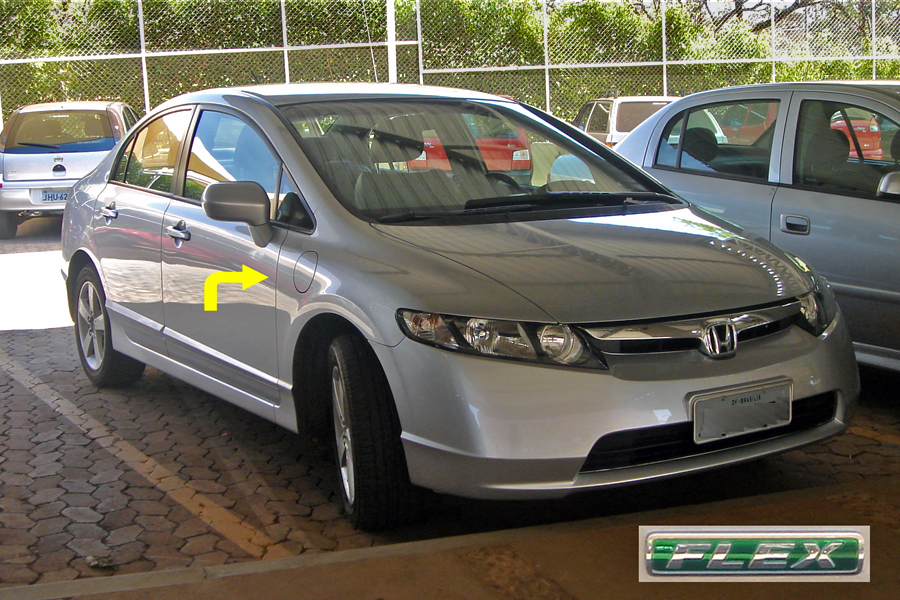
El Honda Civic Flex 2008 del mercado brasileño tiene el acceso al tanque de reserva secundario en el lugar indicado por la flecha.

El E100 es etanol puro, y es utilizado principalmente en el Brasil. El alcohol o etanol usado como combustible en ese país es el azeótropo y contiene menos del 5 % de agua. Sin embargo, dado que la nomenclatura "E" no está adoptada en el país, puede denominarse el etanol hidratado como E100 para indicar que no contiene gasolina. 
El E100 fue introducido en vehículos vendidos comercialmente en el Brasil a partir de 1979, y tras alcanzar una flota de 4 millones de vehículos, una crisis de escasez en el suministro del combustible, provocó una pérdida de confianza de los consumidores y las ventas de vehículos a alcohol disminuyeron paulatinamente a partir de 1988.
El uso del E100 como combustible en el Brasil tomó nuevo auge a partir de 2003, cuando se introdujeron en el mercado brasileño los vehículos de combustible flexible capaces de operar con cualquier mezcla de gasolina y etanol hidratado (E100) y cuya flota superó los 7,5 millones de vehículos ligeros en abril de 2009. En marzo de 2009 Honda introdujo en Brasil la primera motocicleta flex del mundo.
La operación del vehículo en temperaturas ambiente inferiores a 15 °C provoca problemas en el encendido de motores que usan etanol puro. Para evitar este inconveniente, los coches que funcionan con alcohol combustible puro y los vehículos flex son fabricados con un pequeño tanque secundario que funciona como reserva de gasolina durante el arranque en tiempo frío, permitiendo incrementar momentáneamente el porcentaje de gasolina durante el arranque. Una vez en marcha, se devuelve el motor a la quema de etanol puro o el motor flex. A partir de 2009 se introdujeron motores flex de una nueva generación que no necesitan del tanque auxiliar para el arranque en clima frío.

## Modificación de los motores
El uso de mezclas de etanol en vehículos convencionales a gasolina está restringido a las de bajo contenido, ya que el alcohol es corrosivo y puede degradar algunos materiales en el motor y el sistema de combustible. También el motor debe ser ajustado para una tasa de compresión mayor en comparación con un motor a gasolina pura, con el propósito de aprovechar el mayor contenido de oxígeno del etanol, para así permitir una mayor economía de combustible y reducir las emisiones. El siguiente cuadro detalla las modificaciones requeridas para que un motor de gasolina convencional pueda operar sin problemas con las distintas mezclas de etanol. Esta información está fundamentada en las modificaciones hechas por la industria automotriz brasileña al inicio del programa de etanol a finales de los años setenta y refleja principalmente la experiencia de la Volkswagen do Brasil.
| Modificaciones necesarias para que los motores a gasolina puede operar con mezclas crescientes de etanol combustible | Modificaciones necesarias para que los motores a gasolina puede operar con mezclas crescientes de etanol combustible | Modificaciones necesarias para que los motores a gasolina puede operar con mezclas crescientes de etanol combustible | Modificaciones necesarias para que los motores a gasolina puede operar con mezclas crescientes de etanol combustible | Modificaciones necesarias para que los motores a gasolina puede operar con mezclas crescientes de etanol combustible | Modificaciones necesarias para que los motores a gasolina puede operar con mezclas crescientes de etanol combustible | Modificaciones necesarias para que los motores a gasolina puede operar con mezclas crescientes de etanol combustible | Modificaciones necesarias para que los motores a gasolina puede operar con mezclas crescientes de etanol combustible | Modificaciones necesarias para que los motores a gasolina puede operar con mezclas crescientes de etanol combustible | Modificaciones necesarias para que los motores a gasolina puede operar con mezclas crescientes de etanol combustible | Modificaciones necesarias para que los motores a gasolina puede operar con mezclas crescientes de etanol combustible | Modificaciones necesarias para que los motores a gasolina puede operar con mezclas crescientes de etanol combustible | Modificaciones necesarias para que los motores a gasolina puede operar con mezclas crescientes de etanol combustible | Modificaciones necesarias para que los motores a gasolina puede operar con mezclas crescientes de etanol combustible | Modificaciones necesarias para que los motores a gasolina puede operar con mezclas crescientes de etanol combustible |
| Mezcla etanol | Carburador | Inyección de combustible                                                                                             | Bomba de combustible                                                                                                 | Dispositivo de presión del combustible                                                                               | Filtro de combustible                                                                                                | Sistema de ignición                                                                                                  | Sistema de evaporación                                                                                               | Tanque de combustible                                                                                                | Convertidor catalítico                                                                                               | Motor básico | Aceite del motor | Colector del motor                                                                                                   | Sistema de escape | Sistema de arranque en frío                                                                                          |
| --- | --- | --- | --- | --- | --- | --- | --- | --- | --- | --- | --- | --- | --- | --- |
| ≤ 5% | <- - - - - - - - - - - - - - - Para cualquier vehículo - - - - - - - - - - - - - - ->                                | <- - - - - - - - - - - - - - - Para cualquier vehículo - - - - - - - - - - - - - - ->                                | <- - - - - - - - - - - - - - - Para cualquier vehículo - - - - - - - - - - - - - - ->                                | <- - - - - - - - - - - - - - - Para cualquier vehículo - - - - - - - - - - - - - - ->                                | <- - - - - - - - - - - - - - - Para cualquier vehículo - - - - - - - - - - - - - - ->                                | <- - - - - - - - - - - - - - - Para cualquier vehículo - - - - - - - - - - - - - - ->                                | <- - - - - - - - - - - - - - - Para cualquier vehículo - - - - - - - - - - - - - - ->                                | <- - - - - - - - - - - - - - - Para cualquier vehículo - - - - - - - - - - - - - - ->                                | <- - - - - - - - - - - - - - - Para cualquier vehículo - - - - - - - - - - - - - - ->                                | <- - - - - - - - - - - - - - - Para cualquier vehículo - - - - - - - - - - - - - - ->                                | <- - - - - - - - - - - - - - - Para cualquier vehículo - - - - - - - - - - - - - - ->                                | <- - - - - - - - - - - - - - - Para cualquier vehículo - - - - - - - - - - - - - - ->                                | <- - - - - - - - - - - - - - - Para cualquier vehículo - - - - - - - - - - - - - - ->                                | <- - - - - - - - - - - - - - - Para cualquier vehículo - - - - - - - - - - - - - - ->                                |
| E5-E10 | | <- - - - - - - - - - - - - - - Para vehículos hasta 15-20 años de antigüedad - - - - - - - - - - - - - - ->          | <- - - - - - - - - - - - - - - Para vehículos hasta 15-20 años de antigüedad - - - - - - - - - - - - - - ->          | <- - - - - - - - - - - - - - - Para vehículos hasta 15-20 años de antigüedad - - - - - - - - - - - - - - ->          | <- - - - - - - - - - - - - - - Para vehículos hasta 15-20 años de antigüedad - - - - - - - - - - - - - - ->          | <- - - - - - - - - - - - - - - Para vehículos hasta 15-20 años de antigüedad - - - - - - - - - - - - - - ->          | <- - - - - - - - - - - - - - - Para vehículos hasta 15-20 años de antigüedad - - - - - - - - - - - - - - ->          | <- - - - - - - - - - - - - - - Para vehículos hasta 15-20 años de antigüedad - - - - - - - - - - - - - - ->          | <- - - - - - - - - - - - - - - Para vehículos hasta 15-20 años de antigüedad - - - - - - - - - - - - - - ->          | <- - - - - - - - - - - - - - - Para vehículos hasta 15-20 años de antigüedad - - - - - - - - - - - - - - ->          | <- - - - - - - - - - - - - - - Para vehículos hasta 15-20 años de antigüedad - - - - - - - - - - - - - - ->          | <- - - - - - - - - - - - - - - Para vehículos hasta 15-20 años de antigüedad - - - - - - - - - - - - - - ->          | <- - - - - - - - - - - - - - - Para vehículos hasta 15-20 años de antigüedad - - - - - - - - - - - - - - ->          | <- - - - - - - - - - - - - - - Para vehículos hasta 15-20 años de antigüedad - - - - - - - - - - - - - - ->          |
| E10 a E25 | <- - - - - - - - - - - - - - - Para vehículos especialmente diseñados - - - - - - - - - - - - - - ->                 | <- - - - - - - - - - - - - - - Para vehículos especialmente diseñados - - - - - - - - - - - - - - ->                 | <- - - - - - - - - - - - - - - Para vehículos especialmente diseñados - - - - - - - - - - - - - - ->                 | <- - - - - - - - - - - - - - - Para vehículos especialmente diseñados - - - - - - - - - - - - - - ->                 | <- - - - - - - - - - - - - - - Para vehículos especialmente diseñados - - - - - - - - - - - - - - ->                 | <- - - - - - - - - - - - - - - Para vehículos especialmente diseñados - - - - - - - - - - - - - - ->                 | <- - - - - - - - - - - - - - - Para vehículos especialmente diseñados - - - - - - - - - - - - - - ->                 | <- - - - - - - - - - - - - - - Para vehículos especialmente diseñados - - - - - - - - - - - - - - ->                 | <- - - - - - - - - - - - - - - Para vehículos especialmente diseñados - - - - - - - - - - - - - - ->                 | Para vehículos hasta 15-20 años de antigüedad                                                                        | Para vehículos hasta 15-20 años de antigüedad                                                                        | Para vehículos hasta 15-20 años de antigüedad                                                                        | Para vehículos hasta 15-20 años de antigüedad                                                                        | Para vehículos hasta 15-20 años de antigüedad                                                                        |
| E25 a E85 | <- - - - - - - - - - - - - - - Para vehículos especialmente diseñados - - - - - - - - - - - - - - ->                 | <- - - - - - - - - - - - - - - Para vehículos especialmente diseñados - - - - - - - - - - - - - - ->                 | <- - - - - - - - - - - - - - - Para vehículos especialmente diseñados - - - - - - - - - - - - - - ->                 | <- - - - - - - - - - - - - - - Para vehículos especialmente diseñados - - - - - - - - - - - - - - ->                 | <- - - - - - - - - - - - - - - Para vehículos especialmente diseñados - - - - - - - - - - - - - - ->                 | <- - - - - - - - - - - - - - - Para vehículos especialmente diseñados - - - - - - - - - - - - - - ->                 | <- - - - - - - - - - - - - - - Para vehículos especialmente diseñados - - - - - - - - - - - - - - ->                 | <- - - - - - - - - - - - - - - Para vehículos especialmente diseñados - - - - - - - - - - - - - - ->                 | <- - - - - - - - - - - - - - - Para vehículos especialmente diseñados - - - - - - - - - - - - - - ->                 | <- - - - - - - - - - - - - - - Para vehículos especialmente diseñados - - - - - - - - - - - - - - ->                 | <- - - - - - - - - - - - - - - Para vehículos especialmente diseñados - - - - - - - - - - - - - - ->                 | <- - - - - - - - - - - - - - - Para vehículos especialmente diseñados - - - - - - - - - - - - - - ->                 | <- - - - - - - - - - - - - - - Para vehículos especialmente diseñados - - - - - - - - - - - - - - ->                 | |
| E85 a E100 | <- - - - - - - - - - - - - - - Para vehículos especialmente diseñados - - - - - - - - - - - - - - ->                 | <- - - - - - - - - - - - - - - Para vehículos especialmente diseñados - - - - - - - - - - - - - - ->                 | <- - - - - - - - - - - - - - - Para vehículos especialmente diseñados - - - - - - - - - - - - - - ->                 | <- - - - - - - - - - - - - - - Para vehículos especialmente diseñados - - - - - - - - - - - - - - ->                 | <- - - - - - - - - - - - - - - Para vehículos especialmente diseñados - - - - - - - - - - - - - - ->                 | <- - - - - - - - - - - - - - - Para vehículos especialmente diseñados - - - - - - - - - - - - - - ->                 | <- - - - - - - - - - - - - - - Para vehículos especialmente diseñados - - - - - - - - - - - - - - ->                 | <- - - - - - - - - - - - - - - Para vehículos especialmente diseñados - - - - - - - - - - - - - - ->                 | <- - - - - - - - - - - - - - - Para vehículos especialmente diseñados - - - - - - - - - - - - - - ->                 | <- - - - - - - - - - - - - - - Para vehículos especialmente diseñados - - - - - - - - - - - - - - ->                 | <- - - - - - - - - - - - - - - Para vehículos especialmente diseñados - - - - - - - - - - - - - - ->                 | <- - - - - - - - - - - - - - - Para vehículos especialmente diseñados - - - - - - - - - - - - - - ->                 | <- - - - - - - - - - - - - - - Para vehículos especialmente diseñados - - - - - - - - - - - - - - ->                 | <- - - - - - - - - - - - - - - Para vehículos especialmente diseñados - - - - - - - - - - - - - - ->                 |
| | | Modificaciones no son necesarias                                                                                     | Modificaciones no son necesarias                                                                                     | Modificaciones no son necesarias                                                                                     | Modificaciones no son necesarias                                                                                     | Modificaciones no son necesarias                                                                                     | | Modificaciones probablemente necesarias                                                                              | Modificaciones probablemente necesarias                                                                              | Modificaciones probablemente necesarias                                                                              | Modificaciones probablemente necesarias                                                                              | Modificaciones probablemente necesarias                                                                              | | |
| Fuente: Josehp (2007) en The Royal Society (2008), "Sustainable biofuels: prospects and challenges, pp. 35-36".      | | | | | | | | | | | | | | |